# Japanische Faustballnationalmannschaft der Frauen
Die japanische Faustballnationalmannschaft der Frauen ist die von den Trainern getroffene Auswahl japanischer Faustballspielerinnen. Sie repräsentieren ihr Land auf internationaler Ebene bei Veranstaltungen der International Fistball Association.

## Internationale Erfolge
1999 nahm die japanische Faustballnationalmannschaft der Frauen zum ersten Mal an einer internationalen Faustballveranstaltung teil. Als Gastnation trat das asiatische Team bei der Faustball-EM in Alzenau (Deutschland) an. 2002 folgte im brasilianischen Curitiba die erste Teilnahme an einer Faustball-Weltmeisterschaft. Seit der Faustball-WM 2006 in Jona (Schweiz) ist das japanische Frauennationalteam international nicht mehr in Erscheinung getreten. Für die WM 2020 in Chile ist jedoch eine Teilnahme geplant.

### Weltmeisterschaften
| - 2002 in Brasilien: 7. Platz (von 7) - 2006 in der Schweiz: 9. Platz (von 9) |

## Kader
Der Kader für die WM 2020 in Chile wird im Laufe des Jahres bekannt gegeben.